# Leschenaultia americana
Leschenaultia americana är en tvåvingeart som först beskrevs av Brauer och Julius Edler von Bergenstamm 1893.  Leschenaultia americana ingår i släktet Leschenaultia och familjen parasitflugor. Inga underarter finns listade i Catalogue of Life.